# Palacio Branicki
El palacio Branicki (en polaco: Pałac Branickich w Białymstoku) se encuentra situado en la ciudad de Bialystok, en el noreste de Polonia. Es una de las mansiones barrocas más bonitas de esta parte de Europa, fue construida en el siglo XVII por el conde Jan Klemens Branicki, un acaudalo hetman polaco-lituano, que transformó un edificio existente en una magnífica residencia de un gran noble polaco, para un hombre cuya ambición era convertirse en el rey de Polonia, compite en belleza con el palacio Wilanów en Varsovia.
Su construcción comenzó en el año 1726. Este complejo contaba con jardines, pabellones, esculturas, dependencias y otras edificaciones, así como edificios de la ciudad como la iglesia, el ayuntamiento y el monasterio, todos construidos casi en el mismo periodo con un mismo estilo francés que hizo que la ciudad fuese conocida con el nombre del «Versalles polaco».
Durante la primera partición de Polonia pasó a formar parte del reino de Prusia y, en el año 1807, formó parte del Imperio Ruso. Este palacio fue destruido durante la Segunda Guerra Mundial por los nazis. Al finalizar la guerra fue reconstruido por los ciudadanos polacos por una cuestión de orgullo.
Una larga avenida centrada en el palacio cruza el río Biebrza mediante un puente de tres arcos. El cuerpo central del palacio cuenta con dos pisos con un frontón triangular en el que se dispone el escudo de armas de la familia Branicki, con el grupo escultural de atlantes coronándolo todo.
Todo este complejo está rodeado por los jardines: en el frente del jardín tiene una gran terraza elevada por columnas desde la que se puede contemplar todo el trabajo de jardinería realizado en estilo francés, con una alameda central y esfinges francesas, con un jardín trasero realizado al modo de “jardín inglés” de estilo naturalista asociado con el parque inglés.

## Historia
El palacio fue construido para el conde Jan Klemens Branicki, Hetman y mecenas del arte y la ciencia que se había criado en el medio francés de la aristocracia polaca. Transformó una antigua casa de la forma adecuada para convertirla en una magnífica residencia de un gran noble polaco. Esta construcción fue tan magnífica que rivalizó incluso con el palacio Wilanów de Varsovia, también hizo que la ciudad en la que ocupaba su centro, Białystok, una pequeña ciudad del siglo XVIII, con un mercado triangular.
La mansión original que ocupaba este espacio estaba construida en madera y pertenecía a la familia Raczkowicz; fue transformada en el siglo XVI en un castillo de ladrillo de dos pisos para Piotr Wiesiołowski el Joven. El arquitecto encargado de esta remodelación fue Hiob Bretfus, que diseñó y construyó esta edificación en un estilo gótico-renacentista dotándola de un foso y murallas de tierra.

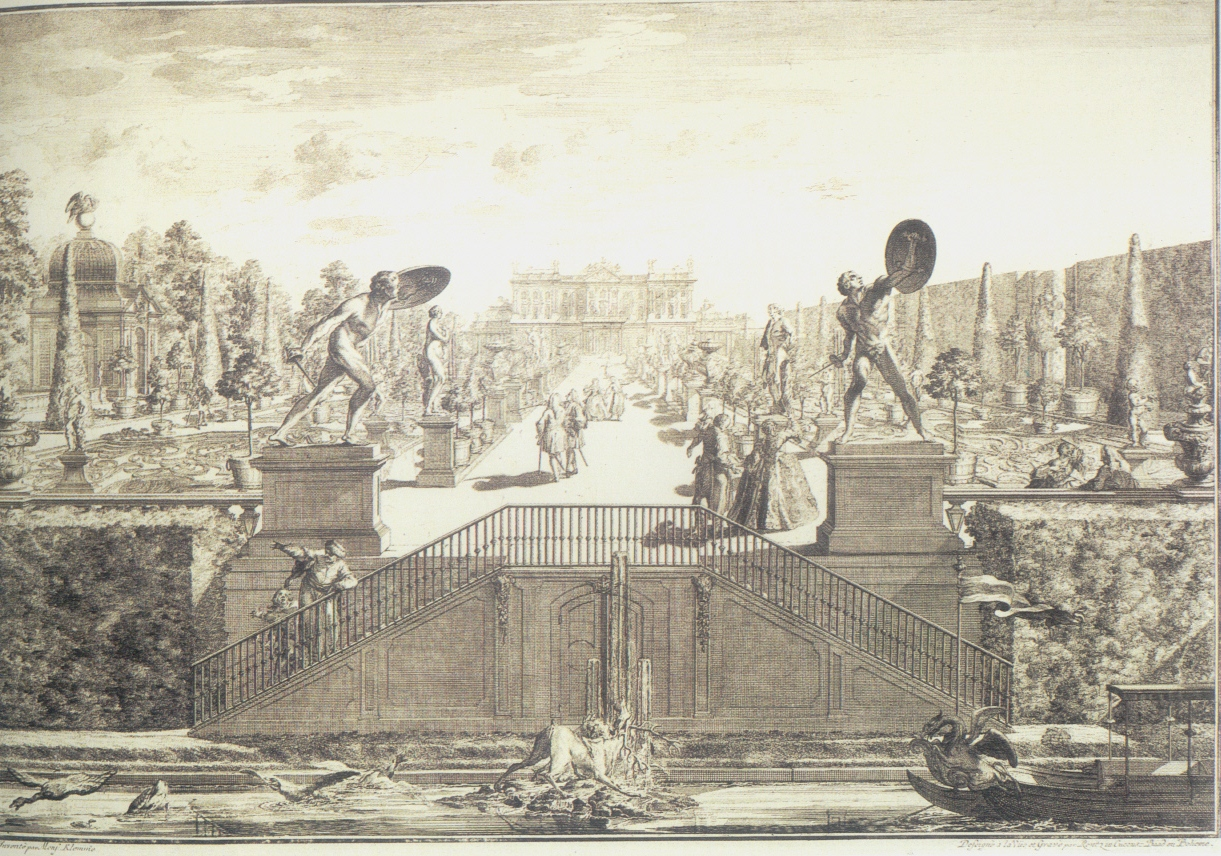
Palacio y parque Branicki en el siglo XVIII

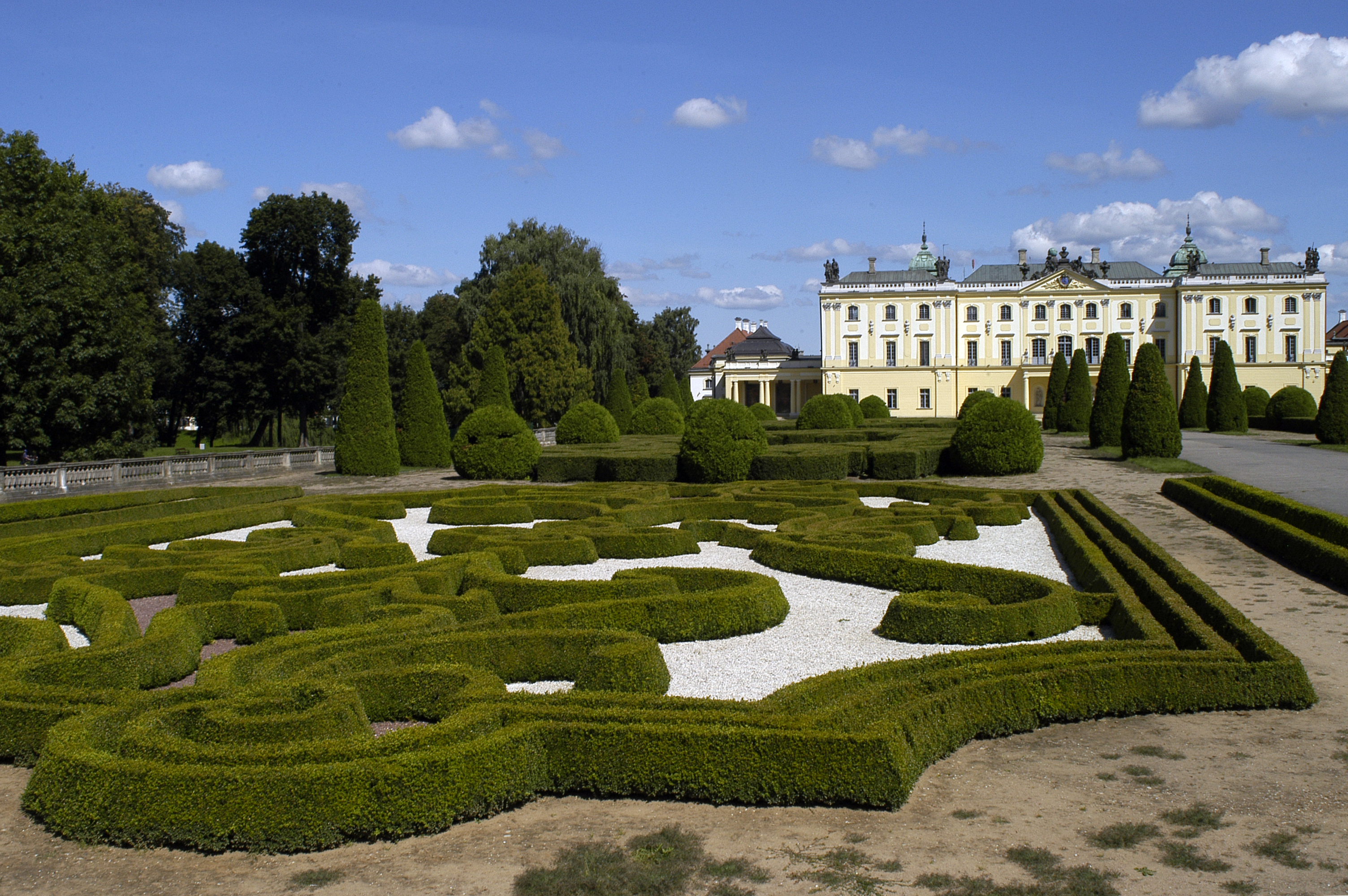
El palacio residencial y el parque.

Tras la muerte de Piotr Wiesiołowski el Joven, el castillo pasó a manos de Stefan Mikołaj Branicki, que encargó la transformación de esta propiedad en una mansión de estilo barroco. Esta labor de transformación la realizó Tylman Gamerski, quien reconstruyó minuciosamente la edificación entre 1691-1697, incluso adaptó una de las torres reconvirtiéndola en una escalera. En esta reconstrucción se mejoraron las dependencias laterales, se erigió la columnata jónica sobre la entrada principal y se adornó toda la edificación mediante la colocación de esculturas. 
Años más tarde se realizó una mayor ampliación del palacio a manos de Jan Klemens Branicki y de su esposa Izabella Poniatowska. Johann Sigmund Deybel fue el encargado de dirigir la reconstrucción del palacio a partir del año 1728; bajo su supervisión se añadió al complejo el tímpano y las cúpulas de las torres y la estructura fue reforzada. El diseño y construcción de la fachada principal también fue llevada a cabo por Deybel, y se fusionaron los pabellones y dependencias existentes con el edificio principal, para formar la alas que rodean un patio de herradura, al estilo francés, el patio de honor que fue cerrado en 1758 por Jan Henryk Klemm. En el grupo de notables arquitectos que trabajaron en esta reconstrucción destaca el arquitecto francés Pierre Ricaud de Tirregaille. 

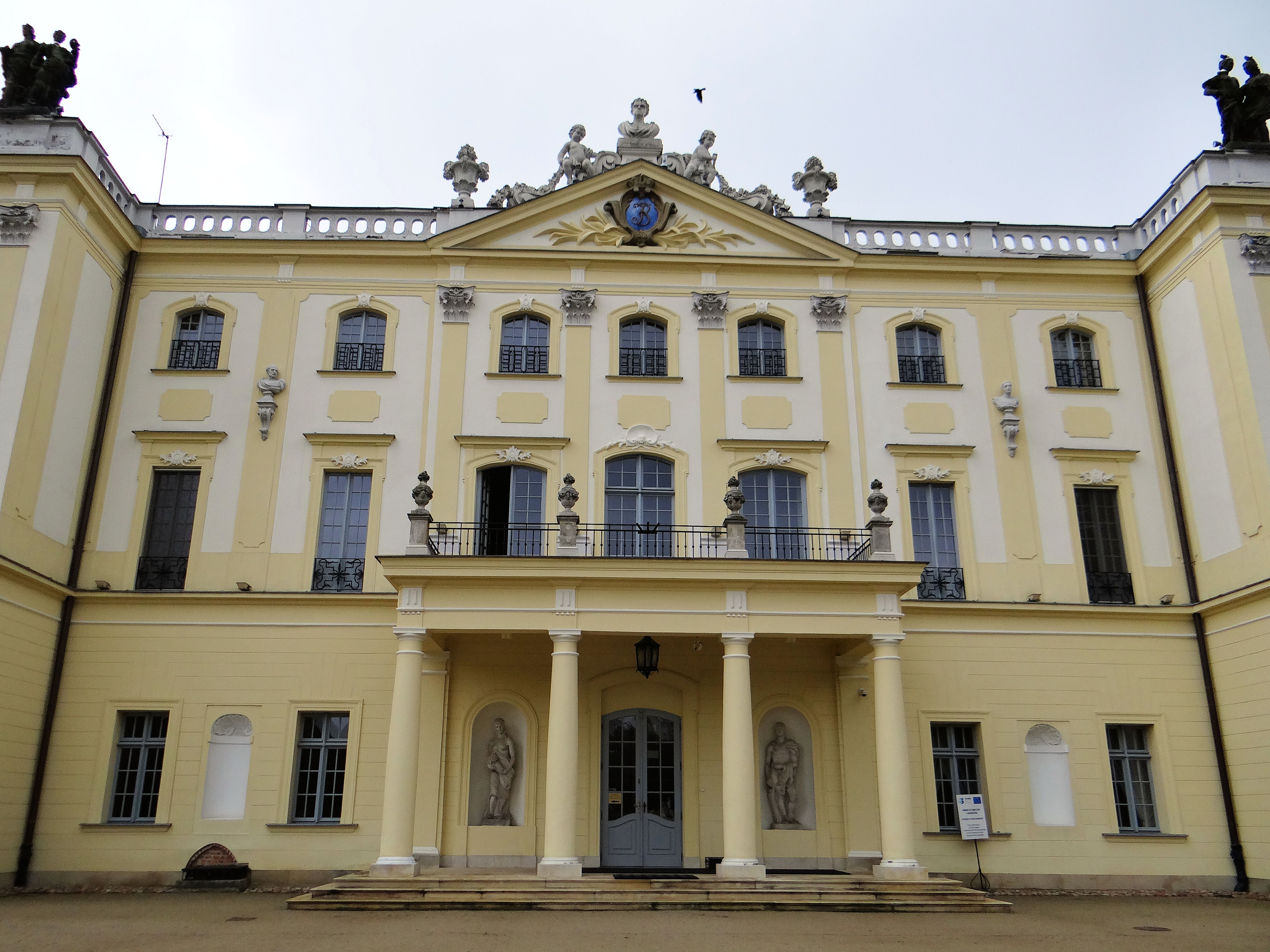
Detalles de la fachada.

Tras la muerte de Deybel, en el periodo entre 1750 y 1771, el encargado de la supervisión de la reconstrucción del palacio pasó a ser Jakub Fontana, uno de los diseñadores del vestíbulo y de los interiores en estilo rococó del palacio y el autor de la escalera donde se puede encontrar la estatua de Jan Crisóstomo Redler (1754). En el año 1757 se adornó con dos esculturas monumentales de Redler la valla que separaba el patio inicial con el del honor: estas esculturas son dos escenas de la vida de Hércules, una luchando contra el dragón y otra luchando contra la hidra. 
La decoración del interior del palacio fue realizada por un gran número de artistas entre otros Szymon Czechowicz, Louis Marteau, Augustyn Mirys, Jean-Baptiste Pillement, pintores de frescos como Georg Wilhelm Neunhertz, que trabajó en el año 1738 y Antoni Herliczka, y artistas del estuco como Samuel Contesse y Antoni Vog.
En el recién creado Versalles polaco se encuentran numerosos artistas, poetas como Elżbieta Drużbacka y Franciszek Karpiński y científicos. Se establecieron también un teatro, un ballet y una orquesta. Un gran número de nobles fueron invitados a venir aquí como el rey Augusto II el Fuerte (1726-1727 y nuevamente en 1729), el rey Augusto III y su esposa e hijos, el príncipe Francisco Javier y el príncipe Carlos (1744 y 1752), el príncipe Carlos de Sajonia (dos veces en 1759), obispo Ignacy Krasicki (1760), el rey Estanislao Augusto Poniatowski (ocasionalmente), el emperador José II de Habsburgo (1780), el gran duque Pablo, el futuro zar Pablo I de Rusia, con su esposa (1782), el rey Luis XVIII de Francia (1798), así como enviados ingleses, franceses, turcos y rusos, además de una actriz italiana.

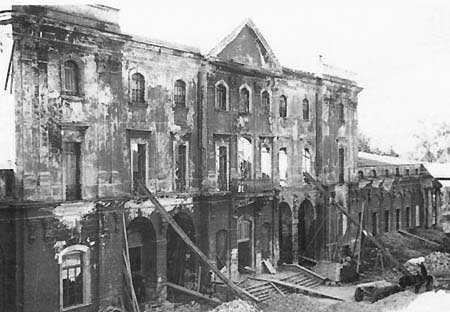
Palacio destruido después de la guerra

Con la primera partición de Polonia pasó a formar parte del reino prusiano, posteriormente, en 1807, formó parte de Rusia. Durante el verano de 1920 el palacio albergó la sede del Provisional Comité Revolucionario Polaco. Durante los años que duró la Segunda Guerra Mundial el Palacio Branicki fue bombardeado e incendiado por los alemanes, por lo que sufrió grandes daños que llegaron aproximadamente a acabar con el 70% de la estructura, posteriormente, finalizada la guerra el palacio fue restaurado por la comunidad polaca como una cuestión de orgullo. Finalmente, en la actualidad, el palacio fue convertido en la universidad de medicina.

## El complejo del palacio
En el exterior de este palacio se observan las características principales de la arquitectura barroca francesa, la sobriedad, la armonía y la claridad, también se caracteriza por una composición clásica general. En la fachada del observamos la simetría de toda la construcción, así como un ritmo muy marcado en la colocación de las ventanas. El centro de la construcción está diseñado con un marcado estilo clásico.

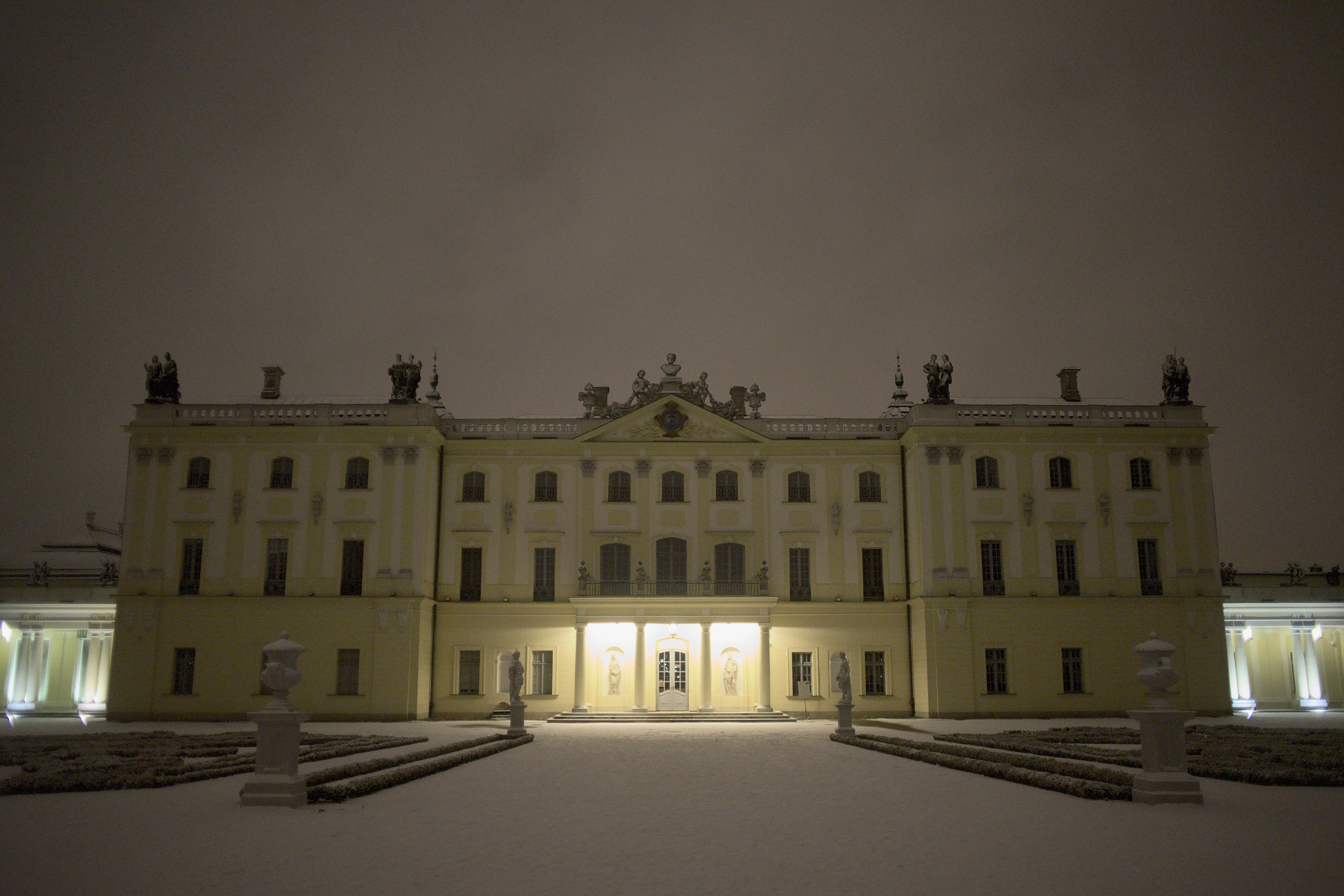
La fachada del Palacio, de noche.

En los terrenos alrededor del palacio hay una gran avenida centrada en el palacio que atraviesa el río mediante un puente con tres grandes arcos, limitando con profundos terraplenes y muros de piedra a la gran explanada pavimentada del patio delantero. 
El cuerpo principal del palacio cuenta con dos plantas sobre un gran sótano porticado; en este bloque central se dispone un frontón en el que se muestra el escudo de armas de la familia Branicki; también se observan los pabellones finales coronados por cúpulas en dos niveles. La línea de la cubierta está conformada por una gran balaustrada de estilo italiano que esconde una planta en el ático bajo, y coronándolo todo, en el centro de la fachada principal, el grupo escultórico heroico de Atlas.
En los aledaños del palacio están los jardines: el jardín frontal tiene una gran terraza elevada sobre un grupo de columnas, que conforman un podio para ver el jardín en estilo francés con una alameda principal y esfinges francesas, detrás de las cuales se puede apreciar el jardín inglés, en estilo naturalista recordando al parque inglés, que rodea los jardines. 
Al eje central de la construcción le siguen los pabellones de invitados. En las cercanías del cuerpo principal podemos encontrar otras dependencias que incluyen el arsenal, un invernadero de naranjos y pabellones toscanos e italianos.

## Parque del Palacio Branicki

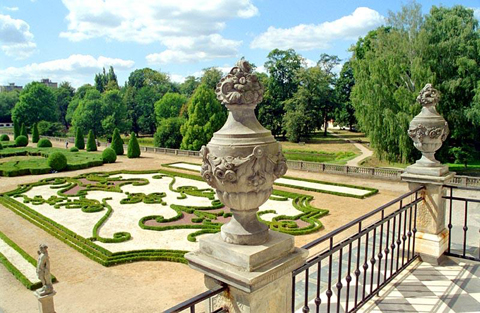
Parque.

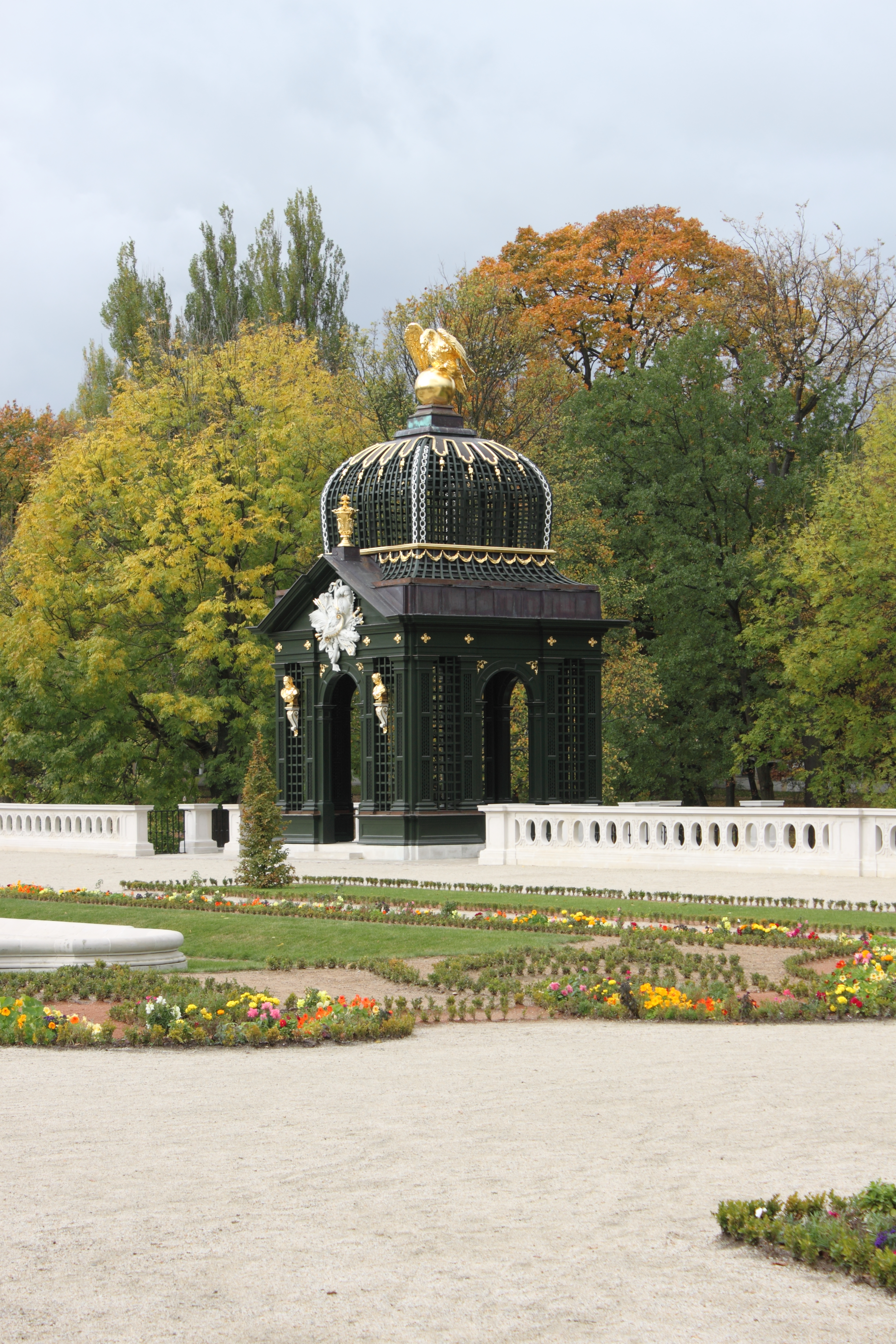
Pabellón antiguo.

Debido a la configuración del terreno circúndate al palacio, el parque se sitúa en una parte superior y otra inferior.  
La parte superior del jardín es de forma rectangular y está directamente unida al palacio.  
Numerosas fuentes y parterres de flores contribuyen al estilo de un jardín à la française (jardín francés).  
La parte inferior tiene una estrecha similitud con un parque inglés. Ofrece muchas rotondas, miradores, pabellones y bulevares, todavía existen estos últimos hoy y se conocen como Bulwar Kościałkowskiego y Bulwar T. Kielanowskiego.  
Además de los jardines, en este parque podemos encontrar algunos huertos pequeños y jardines de flores. El parque fue decorado con estatuas, esculturas, cascadas e incluso dos invernaderos donde se cultivaban además naranjas, piñas, melocotones, limones, palmeras datileras, higueras, jengibre, albaricoques, lauros y plantas similares. 
Todo el parque y sus diferentes partes individuales fueron diseñados por un ejército de ingenieros y jardineros incluyendo André Le Nôtre conocido por su planificación del Parque de Versalles y el jardinero Ricauld de Tirregaille.  
La división del parque en dos secciones con sus sistemas de agua y complejos de esculturas se ha conservado hasta la fecha. El eje compositivo está fijado por ocho parterres de buxus fuertemente recortados y caminos de grava de color rojo y blanco. Hay esculturas de piedra sobre pedestales a lo largo de las principales calles: podemos encontrar diferentes esculturas, muchas de ellas inspiradas en dioses griegos (Diana I, II Diana, Venus, Flora, Acteón, Adonis, Apolo, Baco) y jarrones. El callejón principal termina con un puente flanqueado. 
En el lado sur del jardín hay un antiguo Bosquet con pequeños callejones que prolongan los ejes de visión y de composición del jardín. Al final del eje transversal principal, por la propia pared, hay un pabellón italiano con una pared posterior con tres aberturas de la parrilla lo cual permite que los huéspedes tengan una amplia vista sobre el jardín animal con sus famoso gamos. La terraza superior se separa de los parterres buxus por una balaustrada. Esto se ve reforzado por la pared erigida a lo largo del canal artificial en forma de L.
En la actualidad aún podemos disfrutar de algunos restos del esplendoroso jardín original: de los 1200 árboles del jardín original, solo quedan 24 tilos, 26 olmos y 5 ashes; 24 estatuas, 4 fuentes y un par de esfinges y pedestales. 
El aspecto actual del jardín es el resultado del intento de arquitectos en traer de vuelta al parque a su esplendor anterior. La reconstrucción se llevó a cabo entre 1945 - 1962 y se reconstruyó de acuerdo con los planes de Gerard Ciołek. Hoy en día el jardín es sólo un débil eco de lo que una vez fue, de lo que solía ser. En la intención original barroca el verde pretendía balancear la arquitectura del palacio, prolongando el complejo de edificios y completándola. El jardín podría haber parecido abundante en diversas formas: pabellones, esculturas, geométricamente setos cortados encerrados en formas arquitectónicas, arreglos espaciales estrictos y rigurosos, redes de canales y estanques, y amplios jardines con animales. Pero solo el entrelazamiento de todas esas formas constituye la imagen completa del jardín Branicki, del complejo del palacio.